# 大橋完太郎
大橋 完太郎（おおはし かんたろう、1973年 - ）は、日本の芸術学者。神戸大学大学院人文学研究科教授。専門は唯物論・表象文化論。

## 経歴
- 灘高等学校卒
- 1992年4月 - 1996年3月 京都大学文学部フランス語学フランス文学科
- 1996年4月 - 2000年3月 京都大学大学院文学研究科フランス語学フランス文学専修修士課程。修士（文学）。
- 2001年4月 - 2003年3月 東京大学大学院総合文化研究科超域文化科学専攻表象文化論コース修士課程。修士（学術）。
- 2003年4月 - 2006年3月 東京大学大学院総合文化研究科超域文化科学専攻表象文化論コース博士課程。
  - 2009年9月、東京大学大学院総合文化研究科超域文化科学専攻表象文化論コース博士課程修了（博士論文「群れと変容の哲学――ドニ・ディドロの唯物論的一元論とその展開」）[3]。博士（学術）。
- 2005年4月 - 2009年3月 表象文化論学会事務局員
- 2006年4月 - 2010年3月 玉川大学教育学部非常勤講師
- 2009年4月 - 2012年3月 静岡文化芸術大学非常勤講師
- 2009年7月 - 2010年9月 ブリュッセル自由大学哲学科自由研究員
- 2009年10月 - 2010年3月 東京大学グローバルCOE共生のための国際哲学教育研究センター特任研究員
- 2010年4月 - 2011年3月 東京大学大学院・総合文化研究科特任講師
- 2010年4月 - 現在 表象文化論学会編集委員
- 2010年4月 - 2011年3月 相模女子大学非常勤講師
- 2011年4月 - 2014年3月 神戸女学院大学文学部専任講師
- 2014年4月 - 2015年9月 神戸女学院大学文学部准教授
- 2015年10月 - 神戸大学大学院人文学研究科・文学部准教授
- 2022年度 - 神戸大学大学院人文学研究科教授[2]

## 受賞歴
- 2013年3月、第3回表象文化論学会賞（『ディドロの唯物論――群れと変容の哲学』に対して）。

## 所属学会
- 表象文化論学会
- 日本18世紀学会
- スピノザ協会
- 日仏哲学会

## 著書

### 単著
- 『ディドロの唯物論――群れと変容の哲学』、法政大学出版局、2011年。
  - 博士論文を改稿したもの。

### 共著
- 『ディスポジション――配置としての世界』、現代企画室、2008年。

### 編著
- 『知る・学ぶ』、世界思想社、2013年。

### 翻訳
- ヴィクトル・ストイキツァ著、『絵画をいかに味わうか』、岡田温司監訳、平凡社、2010年。
- カンタン・メイヤスー著、『有限性の後で――偶然性の必然性についての試論』、千葉雅也、星野太共訳、人文書院、2016年。
- D・レステル著、『文化の動物的起源』、勁草書房、近刊。
- マーク・フィッシャー『ポスト資本主義の欲望』、左右社、2022年
- ニック・スルニチェク『プラットフォーム資本主義』、人文書院、2022年
- アンジェラ・ネイグル『普通の奴らは皆殺し』、Type Slowly，2025年